# 卡尔广场 (维也纳)

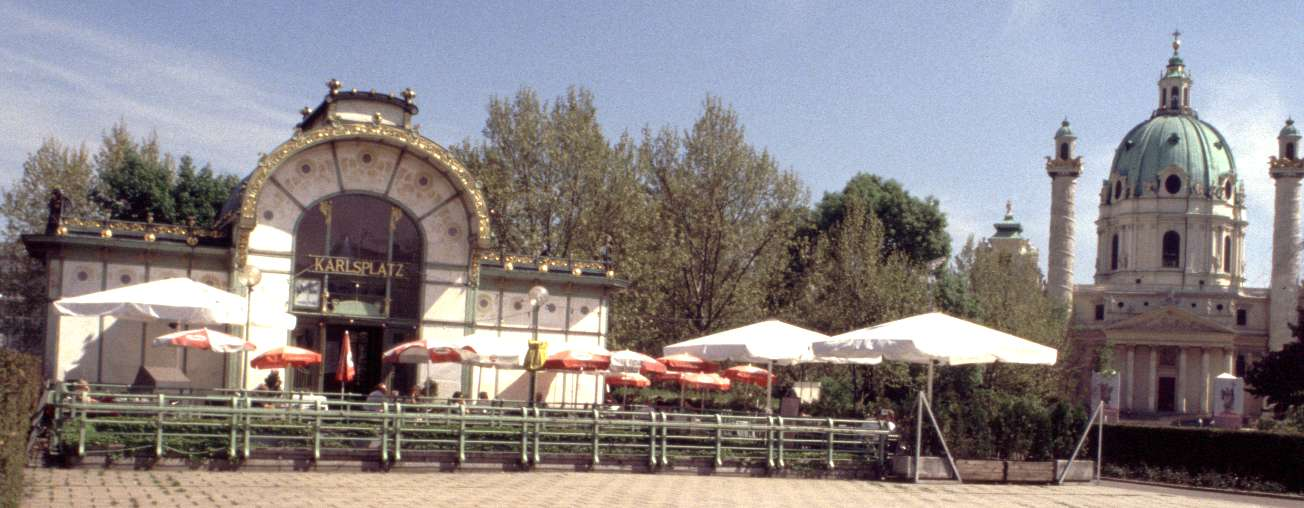
Pavillon 和查理教堂

卡尔广场（Karlsplatz）是维也纳的一个广场，位于第一区和第四区边界，是该市重要的交通枢纽。南侧的Resselpark，饰有众多纪念碑，占用广场上最大的面积。福音教会学校和维也纳科技大学位于此处。广场周边是查理教堂（有一水槽，前面是亨利·摩尔雕像）、维也纳博物馆，以及 Winterthur 保险大厦。广场的北面是维也纳愛乐协会（金色大廳）、维也纳艺术之家，和商业学校。
经由地铁或歌剧院大街都可抵达卡尔广场。前卡尔广场 Stadtbahn 车站的pavilion得到保留，虽然又兴建了维也纳地铁。
48°11′57″N 16°22′12″E / 48.19917°N 16.37000°E